# 위앤유
위앤유는 대한민국의 음악 그룹이다. 2022년 싱글 앨범 [하루 하루]로 데뷔했다.

## 음반
- 2022 강변가요제 뉴챌린지 Top20 리메이크 (2022)
- 하루 하루 (2022)
- 별을 따다 (2023)